# Тіттлінг
Тіттлінг (нім. Tittling) — громада в Німеччині, знаходиться в землі Баварія. Підпорядковується адміністративному округу Нижня Баварія. Входить до складу району Пассау. Центр об'єднання громад Тіттлінг.
Площа — 20,79 км2. Населення становить 4257 ос. (станом на 31 грудня 2020).